# Årdalstangen
Årdalstangen is een plaats in de Noorse gemeente Årdal, provincie Vestland. Årdalstangen telt 1455 inwoners (2007) en heeft een oppervlakte van 1,24 km². Het dorp is zetel van het gemeentebestuur.
Norsk Hydro heeft een vestiging in het dorp. De dorpskerk werd gebouwd in 1867.

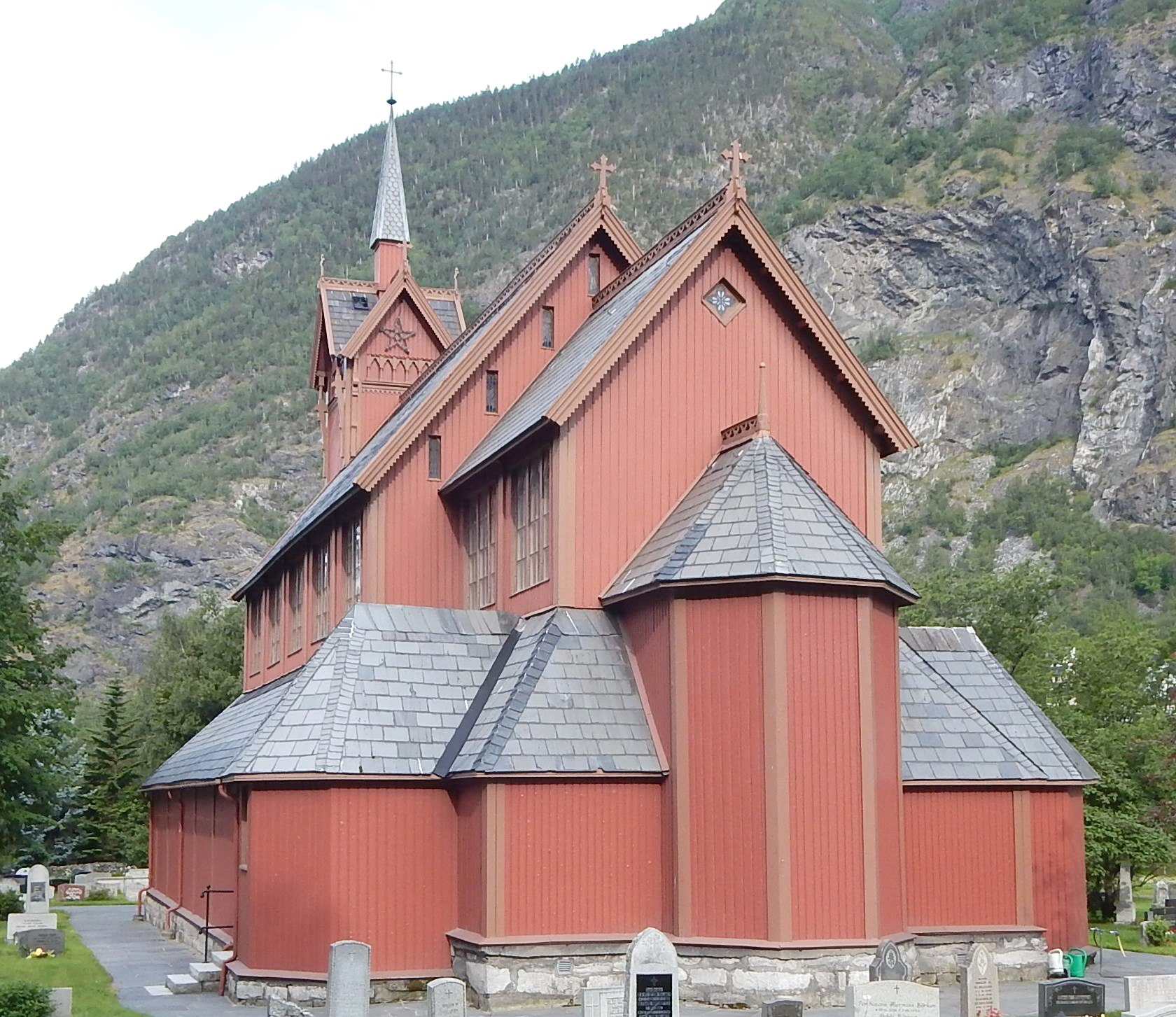
Dorpskerk
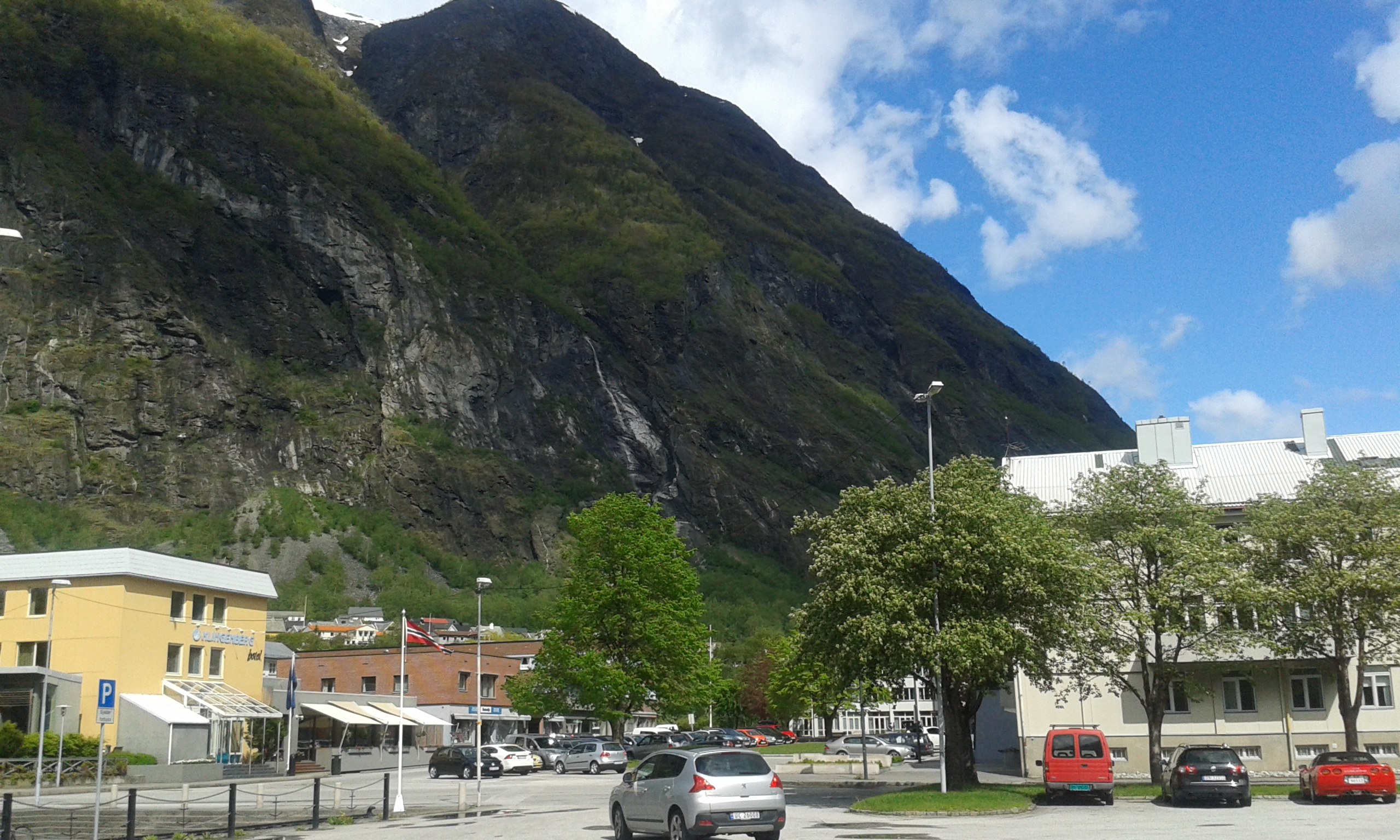
Dorpsbeeld

## Geboren in Årdalstangen
- Karl Seglem, jazzsaxofonist